# Sei Lá
Sei Lá (Portugiesisch für: Was weiß denn ich) ist eine romantische Filmkomödie des portugiesischen Filmregisseurs Joaquim Leitão aus dem Jahr 2014.
Es ist die Verfilmung des gleichnamigen Romans aus dem Jahr 1998 der Autorin Margarida Rebelo Pinto, die hier auch selbst das Drehbuch beisteuerte.
Der unterhaltsame Film zeigt Kennzeichen einer Tragikomödie und eines Liebesfilms, trägt aber auch deutliche feministische Züge. Regisseur Leitão verpackt hier wieder gesellschaftlich aktuelle progressive Themen in eine publikumswirksamen Filmsprache und bestätigt einmal mehr die für seine Arbeit charakteristischen Einflüsse des neuen portugiesischen Films und der nach der Nelkenrevolution 1974 erfolgten Ausrichtung eines Teils dieser Filmbewegung in Richtung eines publikumsnahen Films mit gesellschaftlich relevanten Inhalten.
Der Film ist dabei auch ein Porträt der modernen jungen Frau und ihrer heutigen Träume, Ängste, Zweifel, Ambitionen, Schwächen, Rollenmuster und Vorurteile.

## Handlung
Madalena ist 30 Jahre alt und führt ein modernes urbanes Leben, als sie urplötzlich von ihrer großen Liebe, dem geheimnisvollen Spanier Ricardo verlassen wird. Ihr Leben gleitet ihr aus der Hand.
Mit Unterstützung ihrer guten Freundinnen Mariana, Catarina und Luísa sucht sie in ein geregeltes Leben zurückzukommen. Die drei Freundinnen tun alles, damit Madalena Ricardo vergisst und wieder glücklich wird. Sie lernt Francisco kennen, der sich sehr um sie bemüht und alles tut, damit sie ihre Enttäuschung überwinden und ein neues erfülltes Leben führen kann.
So findet Madalena zu altem Lebensglück zurück, bis Ricardo plötzlich wieder auftaucht, und ihre Fortschritte in Gefahr bringt. Sie erkennt immer deutlicher, dass nur wenige Menschen auch wirklich das sind, was sie vorgeben zu sein, und erkämpft sich nach Rückschlägen und inneren Konflikten immer weiter ein selbst-bestimmtes Leben.

## Rezeption
Nach einer Vorpremiere am 24. März 2014 im Cinema São Jorge kam der Film am 3. April 2014 in die Kinos, wo er mit 61.730 verkauften Eintrittskarten ein Publikumserfolg wurde, wie auch andere erfolgreiche portugiesische Kinoproduktionen in dem Jahr.
Der Film war danach für verschiedene portugiesische Filmpreise nominiert, darunter bei den Globos de Ouro (Leonor Seixas in der Kategorie Beste weibliche Hauptrolle) und den Prémios Sophia (in mehreren Kategorien), ging aber am Ende überall leer aus. Wie an der Kinokasse stand er auch hier in Konkurrenz zu überdurchschnittlich vielen publikumswirksamen portugiesischen Produktionen in diesem Jahr, auch Folge der wirksamen gesetzlichen Neuregelung der Filmförderung von 2013, die den weniger effektiven privatwirtschaftlichen Förderfonds FICA beendete und ihn in die öffentlichen Filmförderanstalt ICA überführte. Sei Lá war das letzte FICA-geförderte Projekt.
Sei Lá lief am 10. August 2020 im öffentlich-rechtlichen portugiesischen Fernsehen, bei RTP1.
Der Film erschien 2014 bei NOS Audiovisuais auf DVD.